# Hekwerk van de Hermitage Amsterdam
Het Hekwerk van de Hermitage Amsterdam is een kunstwerk in Amsterdam-Centrum.
Toen het gebouw Amstelhof van zorgcentrum werd omgebouwd tot Hermitage Amsterdam werd het architectenkantoor rondom Hans van Heeswijk ingeschakeld om de verbouwing en herinrichting te begeleiden. Het kantoor deed zelf de herinrichting, maar ook het terrein rondom het toen nieuwe museum moest opnieuw ingericht worden. Hij schakelde daartoe landschapsarchitect Michael van Gessel in. Deze richtte een deel van de terreinen, later Neerlandiaplein, in als museumtuin met daaromheen en daarin een aantal hekwerken. Ze zijn ongeveer drie meter hoog en hebben een bladermotief. Dat bladermotief is bij een vaste opstelling uitgesneden uit het roestvaststaal en bij beweegbare delen als ragfijne metaaldraden in een frame te zien. Aan de kant van de Nieuwe Keizersgracht is in het hekwerk een toegangspoort verwerkt. 